# Tribova (parroquia)
La parroquia de Tribova o Trijebova, es el nombre de un territorio medieval ubicado en la actual municipalidad de Mrkonjić Grad, en Bosnia y Herzegovina. Pertenecía a la región de Donji Kraji.
El dato más antiguo sobre la parroquia se encuentra en documentos escritos de Dubrovnik relacionados con el comercio de esclavos bosnios, donde en el año 1373 se menciona a Stanislava, hija de Stojko –de Tribua, contrate Volchec Chervatini. Esto indica que la parroquia de Tribova pertenecía al dominio feudal de Vukac Hrvatinić, quien desde el año 1366 controlaba la ciudad de Soko y la parroquia de Pliva.
De la época del Banato de Jajce se conserva el dato de que en los años 1494/1495 un tal Stefan Vojković tenía una propiedad llamada «Peech» cerca de Jajce, y también se mencionan los habitantes del fortín (fovea, fotrallitium) Peech de Tribovo. Aún no se sabe con certeza dónde se encontraba este fortín.
En la actual localidad de Trijebovo existe un sitio llamado Grad (ciudad), que no ha sido investigado, por lo que solo se presume que podría haber sido el centro de la parroquia.